# Mollicia
Mollicia is een geslacht van kreeftachtigen uit de klasse van de Ostracoda (mosselkreeftjes).

## Soorten
- Mollicia acanthophora (Müller, G.W., 1906)
- Mollicia amblypostha (Müller, G.W., 1906)
- Mollicia eltaninae (Deevey, 1978)
- Mollicia kampta G.W. Müller, 1906
- Mollicia minki (Poulsen, 1973)
- Mollicia mollis G.W. Müller, 1906
- Mollicia tyloda G.W. Müller, 1906